# Marco Caneira
Marco António Simões Caneira (Sintra, 9 de febrer de 1979) és un futbolista portuguès, que ocupa la posició de defensa.

## Trajectòria
Va començar la seua carrera al planter del Sporting Clube de Portugal, arribant a debutar al primer equip. Quan signa un contracte professional, és cedit al S.C. Beira-Mar. Va ser involucrat l'any 2000 en una complicada operació entre el FC Alverca, que es va fer amb la meitat dels seus drets, i l'Inter de Milà, tot orquestrat per l'agent del futbolista, en Paulo Barbosa. Immediatament va ser enviat a la Reggina. A la temporada següent, l'Inter el va cedir a la SL Benfica per dues temporades.
Després de la temporada 01/02 torna a ser cedit, ara al Girondins de Bordeus de la Ligue 1 francesa, on va quallar una bona temporada. A l'acabar eixa campanya, el club francès el fitxa amb un contracte de quatre anys. Al segon any, és cedit una altra volta, ara al València CF. El club valencià fitxaria el portuguès el 2005.
Al València hi roman temporada i mitja. El gener del 2006 és enviat al Sporting de Lisboa, on desenvolupa tasques defensives. Amb els lisboetes marca un gol a l'Inter de Milà, en la Champions League. Retornaria al València, però al no tindre oportunitats, al juny del 2008 fitxa pel conjunt de la capital portuguesa.

## Selecció
Ha estat internacional amb la selecció portuguesa de futbol, amb qui ha participat en el Mundials del 2002 i de 2006.

## Palmarès

### Club
Sporting
- Taça de Portugal: 2006–07
- Supercopa Cândido de Oliveira: 2008
- Taça da Liga finalista: 2008–09

Beira-Mar
- Taça de Portugal: 1998–99

València
- Copa del Rei: 2007–08
- Supercopa d'Europa de futbol: 2004

Videoton
- Nemzeti Bajnokság I: 2014–15
- Szuperkupa: 2011, 2012
- Ligakupa: 2011–12